# Клайн, Эмма
Эмма Клайн (англ. Emma Cline; род. 1989, Сонома, Калифорния) — американская писательница. Первый роман, «Девочки», опубликованный в 2016 году, получил положительные отзывы. Книга вошла в шорт-лист премии John Leonard Award от Национального круга книжных критиков и премии Center for Fiction’s First Novel Prize. Второй роман, «Гость», был опубликован в 2023 году. Её рассказы публиковались в журналах The New Yorker, Tin House, Granta и The Paris Review. В 2017 году Клайн была названа одним из лучших молодых американских романистов по версии журнала Granta, журнал Forbes включил её в «Список 30 до 30». Лауреат Плимптонской премии.

## Биография
Клайн родилась в 1989 году и выросла в округе Сонома, штат Калифорния. В подростковом возрасте снялась в фильме «Когда Билли победил Бобби» (2001) и короткометражке «Flashcards» (2003). После окончания Академии Сономы, в 16 лет Клайн поступила в Миддлберийский колледж. В первый год обучения она получила писательскую премию за рассказ «Что потеряно». После окончания колледжа Клайн поступила в Колумбийский университет, где в 2013 году получила степень магистра искусств. Во время учёбы в Колумбийском университете написала короткое художественное произведение «Марион», которое было опубликовано журналом The Paris Review в летнем номере 2013 года. Год спустя журнал «Paris Review» выбрал Клайн для получения ежегодной Плимптонской премии за эту же работу. С тех пор её произведения публиковались во многих журналах.
Первый роман Клайн, «Девочки», был опубликован в 2016 году издательством Random House, за который предложило ей аванс в размере 2 миллионов долларов, перебив цену на роман у 11 других издательств. Американский кинопродюсер Скотт Рудин купил права на экранизацию книги незадолго до того, как она была приобретена Random House. Роман частично основан на культе Чарльза Мэнсона и убийствах конца 1960-х годов. История рассказывается с точки зрения Иви Бойд, четырнадцатилетней девочки, чьё детство меняется, когда она попадает в секту. Став взрослой, Иви размышляет о своих поступках в детстве, поднимая вопросы о том, что значит расти девочкой и как несправедливость в мире может привести к насилию. Хотя критики положительно отзываются о её описательных способностях и внимании к гендерным структурам, критики также писали, что обстановка культа кажется ненужной в романе и оставляет ощущение нереальности концовки. Тем не менее, книга была хорошо принята широкой публикой, и «Девочки» три месяца продержались в списке бестселлеров The New York Times. В 2016 году стала лауреатом премии Shirley Jackson Award. Экранизация романа находится в стадии разработки.
Сборник рассказов Клайн «Daddy» был опубликован в 2020 году издательством Random House. The New York Times назвала Клайн «удивительно одарённым стилистом».
В мае 2023 года эксклюзивный отрывок из второго романа Клайн «Гость» появился в журнале Vogue. Книга была опубликована издательством Random House 16 мая 2023 года. The New York Times пишет, что роман «можно было бы прочитать как занимательную серию ошибочных махинаций, прерывающих летние каникулы высшего класса, но под направлением Клайн, каждое предложение которой остро, как скальпель, женщина, проходящая по грани между желанным и нежеланным гостем, становится полностью дестабилизирующей силой». Она говорила, что частично роман был вдохновлен рассказом Джона Чивера «Пловец».
Вместе с Питером Мендельсундом Клайн является соучредителем издательства Picture Books принадлежащего Gagosian Gallery.

### Романы
- 2016 — The Girls
- 2023 — The Guest